# 하라 겐자부로
하라 겐자부로(일본어: 原 健三郎, 1907년 2월 6일 ~ 2004년 11월 7일)는 일본의 정치인으로, 자유민주당 (일본) 소속 중의원 의원과 중의원 의장, 중의원 부의장을 역임하고 국무대신, 노동대신, 국토청 장관, 홋카이도 개발청 장관을 역임했다.

## 생애
일본 효고현 아와지시 출신으로, 1925년 와세다 대학 정치경제학부 정치학과에 입학하여 이 때부터 정치에 뜻을 두기 시작하여 지역 의회 의원의 선거 활동을 돕는 등의 여러 활동을 시작하였으며 1931년 대학교를 졸업한 이후 미국으로 도미하여 1935년 5월 오리건 대학교 대학원 정치학 연구과정 석사학위를 수료하였다. 이후 잠시 동안 유럽에 체류하다가 귀국하여 "코단샤"에 입사하여 잡지 현대의 편집자와 편집장을 역임한 후, 1942년 4월 예정되어있던 제21회 일본 중의원 의원 총선거 출마를 신고했지만 여러 문제가 겹치게 되면서 (1942년 당시의 일본 총선은 도조 히데키 총리의 독재 체제 하에 대정익찬회만이 출마할 수 있었다) 익찬 정치체제 협의회의 추천을 받지 못하고 단념하고 있었다. 제2차 세계대전 종전 후 대선거구제로 실시된 제22회 일본 중의원 의원 총선거에 출마하여
효고 현 1구에서 종전 이후 첫 당선자 중 한명이 되었다.
정계 입문 당시는 진보당 (일본)을 거쳐 민주당 (일본)에 소속되었지만 탄광 국영화 문제에서 정부의 대응에 반발하고 시데하라 기주로, 다나카 가쿠에이 (훗날 내각총리대신) 등과 함께 탈당하여 요시다 시게루가 이끄는 민주자유당에 참여하였다. 이후 보수 통합에 따라 자유민주당 (일본)에 소속되었고,
당내 파벌의 오노 토모치카파, 후신의 후나다 나카파에 속하며 후나다 나카의 별세로 나카소네 야스히로파에 참가하였다.
자민당 내에서는 홍보 위원장과 국민 운동 본부장 등을 역임하고, 중의원 내에서는 교통 위원장, 체신 위원장, 록히드 문제 (록히드 사건) 조사 특별 위원장 등을 역임했다. 또한 재직 기간의 대부분은 총선 제도가 중선거구제를 채택하고 있던 기간과 겹치면서 그동안 모든 선거에서 효고현 2구를 지반했다.
제30대 일본 노동성 노동대신 재임 시 1972년 성인식 강연에서의 발언이 문제가 되어 추궁 사임에 몰리게 되었다.
1986년 7월 제106차 특별 국회에서 제65대 중의원 의장에 취임하여 자민당이 절대 다수인 300석을 가지고 대형 간접세 (소비세) 도입을 둘러싼 세제 개정 문제와 1988년 발각된 채용 문제 등에 직면하여 "엄격한 국회 운영"을 강요당하면서도 "세금 국회"로 불렸던 제113차 임시 국회에서 소비세 도입을 포함한 세제 개혁 관련 6개 법의 성립에 노력했다. 그 후, 제114회 정기 국회 회기 중인 1989년 6월 예산안 날치기를 둘러싼 혼란 (헌정 사상 처음으로 자민당 단독으로 표결되었다.)
에 의해 사임되었다. 또한, 중의원 의장과 부의장, 임시 의장을 유일하게 모두 역임한 기록을 가지고 있다.
의원 재직 50년을 넘어 1996년에는 오자키 유키오, 미키 다케오에 이어 사상 3번째의 명예 의원 증정 자격자가 되었지만, 국회에 흉상을 세운다는 전례에 대해
재정난에 따라 각 당의 합의점이 맞지 않아 칭호 증정 및 흉상 건립의 시비는 보류되었다.
1996년 10월의 제41회 중의원 의원 총선거에서는 소선거구제의 도입에 따라 선거구의 구분이 바뀌게 되었다. (기존의 효고현 9구와 한신 지역을 대신하여 지금까지 지반이 되지 못했던 아카시 시가 포함되었다)
1999년 나카소네 파에서 마이그레이션한 "지사회 (志師會)"의 출범에 참가했다.
의원 재직 중 "죽을 때까지 계속 현역 의원으로 남고 싶다"라는 공언을 해왔지만 2000년 중의원 해산을 계기로 20기 54년의 의원 생활을 종료하여 최장수 역대 2위로 정계를 은퇴했다 (1위는 오자키 유키오). 자민당이 해산에 앞서 정년제도를 도입하고 (73세까지), 중복 입후보가 불가능하도록 했기 때문에 정계를 은퇴해야만 했다. 동시에 은퇴한 사쿠라우치 요시오와 함께 메이지 시대에 태어난 마지막 국회의원이었다.
정계 은퇴 이후 간사이 TV 방송이나 라디오에 해설자로 출연하면서 말년을 보냈다.
2004년 11월 6일 오전 1시 52분 심부전으로 도쿄도 시부야구 히로오의 자택에서 별세했다. 향년 97세.

## 애칭
- 별명은 하라켄이다.
- 정치 철학은 "시골 사람 같은 말을 사용하여 정치를 말하며, 정치를 논하는 것처럼해야 진정한 지지를 받을 수 있다"라고 자신의 철학을 밝혔다.
- 자민당 국민운동본부장 재임 시 내각총리대신배 스모 대회의 창설을 제안하고 실현했다.
- 1980년 하계 올림픽 불참 당시 출전을 호소하는 선수들에게 "국가에 큰 일이 있는데 날고 뛰고싶은가?"라는 발언으로 선수들의 심기를 불편하게 했다는 비난을 받았다.

## 정책
- 첫 출마 당시부터 아카시 해협 대교의 건설을 제창한 하라 겐자부로의 호방한 캐릭터에 의한 연설은 꿈같은 이야기로 붙잡혀 하라켄 (별명)이 많은 야유를 받기도 했지만 1986년에 드디어 착공을 실현했다. 착공 후에도 연설에서 "하라켄을 떨어뜨리면 다리도 떨어진다"라는 문구를 이용하는 등 자신의 실적을 어필했다.
- 노동대신 재임 중 당시 이례적으로 관공서의 주 5일 근무제를 처음으로 제창했다.

| 전임 사카타 미치타 | 제67대 일본 중의원 의장 1986년 6월 ~ 1989년 6월 | 후임 다무라 하지메 |